# Gordon Mumma
Gordon Mumma (født 30. marts 1935) er en amerikansk komponist. Har komponeret orkester-, instrumental- og kammermusik, men var især banebrydende med interaktive elektroakustiske værker.